# Ла Грејнџ (Тенеси)
Ла Грејнџ (енгл. La Grange) град је у америчкој савезној држави Тенеси.

## Демографија
По попису из 2010. године број становника је 133, што је 3 (-2,2%) становника мање него 2000. године.
| Група             | 2000.       | 2010.       |
| Белци             | 109 (80,1%) | 120 (90,2%) |
| Афроамериканци    | 17 (12,5%)  | 13 (9,8%)   |
| Азијати           | 3 (2,2%)    | 0 (0,0%)    |
| Хиспаноамериканци | 4 (2,9%)    | 0 (0,0%)    |
| Укупно            | 136         | 133         |